# Markus Vater
Markus Vater født 1970 i Düsseldorf, Tyskland er en tysk billedkunstner, der bor og arbejder i London.

## Biografi
I 1994-1998 blev han uddannet fra Kunstakademiet i Düsseldorf og i 1998 -2000 fra Royal College of Art in London.  I 2012-2016 har han undervist på Royal College of Art in London og var i 2014 gæsteprofessor på Hochschule für bildende Künste Hamborg og i 2016-2019 på Staatliche Akademie der Bildenden Künste Karlsruhe.

## Udstillinger, installationer (udvalg)

### Soloudstillinger (udvalg)
- 2018 Ich bin der Riss der durch die Welt geht, Galerie Rupert Pfab, Düsseldorf
- 2018 What You See is not What You Look at, Kunstverein Ludwigsburg, Ludwigsburg
- 2017 Sitting in a hole that has the shape of a frightened cat, Union Gallery, London
- 2016 In einer anderen Sprache bin ich ein anderer Mensch, Orangerie Schloss Rheda Wiedenbrueck, Kunstverein Bleichhaeuschen, Rheda Wiedenbrueck
- 2015 I imagine how You imagine I imagine You, Galerie Rupert Pfab, Düsseldorf
- 2014 Wogegen ist eigentlich die Gegenwart?, Kunstverein Rostock, Rostock
- 2013 Die Unendlichkeit ist auch nicht mehr was sie mal war, Galerie Peter Zimmermann, Mannheim
- 2013 ..at the end of the world, No.82, Deptford, London
- 2010 Das Metapherproblem, Spot on 05, Animated-Installation, Museum Kunstpalast, Düsseldorf
- 2009 Heute denke ich mich in ein Blatt hinein, Rudolf Scharpf Galerie des Wilhelm Hack Museums, Ludwigshafen am Rhein
- 2008 Briefe an die Schmetterlinge, Sies+Hoeke Galerie, Düsseldorf
- 2007 At the end of the world, art agents gallery, Hamborg
- 2006 Sies + Höke Galerie, Düsseldorf
- 2005 agents gallery, Hamborg
- 2004 Sies + Höke Galerie, Düsseldorf
- 2002 The Dandileon-fairy-mass-suicide, Vilma Gold Gallery, London
- 2002 At the end of the world, Escale, Düsseldorf
- 2002 Drawings and Films, Sies + Höke Gallerie, Düsseldorf
- 2000 The Hans Albers Project, SITE Ausstellungsraum, Düsseldorf
- 1998 her hands smell of architecture, Ginsa, Tokio
- 1997 Malerei, Galerie Geviert, Berlin
- 1997 Vaterboy leckt Mutterboy (mein Gehirn sagt Guten Tag), Mehrwert, Aachen
- 1996 Wir tarnen uns für die Sintflut, Galerie 102, Düsseldorf
- 1996 Büro für konkrete Symmetrie, Künstlerhaus Dortmund, Dortmund

### Gruppeudstilling (udvalg)
- 2019 Zwischen Nähe und Distanz: Konstruktion von Wirklichkeiten. Von Goya bis Picasso at the Kunstpalast Museum, Düsseldorf
- 2018 Bild und Blick – Sehen in der Moderne at the Wilhelm Hack Museum, Ludwigshafen
- 2018 Battalion D’Amour curated by Sebastian Nebe at Galerie Kleindienst Leipzig
- 2017 Drawing Biennale 2017, The Drawingroom, London
- 2016 HOW TO FIND TRUE LOVE AND HAPPINESS IN THE PRESENT DAY at Bikini Berlin
- 2016 ORBITAL EXPLORER at Kulturforum Alte Post, Staedtische Galerie Neuss
- 2016 1. – 21. Mai 2016, Griffelkunst e.V. zur 361. und 362. Bilderwahl Editions at Griffelkunst-Vereinigung Hamburg e.V., Hamborg
- 2015 In Schoenheit auferstehen, Galerie Patrick Ebensperger, Berlin
- 2015 A man walks into a bar..., me Collectors Room, Berlin
- 2014 Equal goes it loose, News of the world, Enclave, Deptford, London
- 2014 Hands Museion, Bozen, Italien
- 2013 Die Woerter in den vier Ecken, Kunstbunker, Ausstellungsraum fuer zeitgenoessische Kunst, Nürnberg
- 2013 Video Weekends, Works out of the Museums Collection, Museum Kunstpalast, Duesseldorf
- 2013 Drawing Bienale, Drawingroom, London
- 2012 I love Aldi, Wilhelm Hack Museums, Ludwigshafen am Rhein
- 2012 A Perfect day at WestergasFabrik, Amsterdam
- 2011 Der Menschenklee, KIT, Kunsthalle Duesseldorf, Mannesmannufer, Düsseldorf
- 2010 Linea, Line, Linie, Kunstmuseum Bonn, an exhibition of the Institut für Auslandsbeziehungen
- 2010 Shudder, Drawingroom, London
- 2009 Rank curated by Alistar Robinson, Northern Gallery of Contemporary Art, Sunderland
- 2008 Vertrautes terrain,  Streng verdaulich, kurateret af Ludwig Seyfarth and Gregor Jansen, ZKM, Museum fuer Neue Kunst, Karlsruhe
- 2007 Black Mountain, Hans Schulte und Markus Vater Museum Baden, Solingen
- 2007 frisch gestrichen, Franz Gertsch Museum, Schweiz
- 2006 Metropolis Rise: New Art from London,798 Art District, Chaoyang District, Beijing
- 2005 Goethe Abwaerts, Deutsche Jungs etc.,The Falckenberg Collection, Helsinki City Art Museum Meilahti, Helsinki, Finnland
- 2005 SV05, Selected by Enrico David and Catherine Wood Studio Voltaire, London
- 2005 Direct painting, Kunsthalle Mannhein, Mannheim
- 2004 Year Zero,Northern Gallery for Contemporary Art, Sunderland
- 2004 Malerei, Galerie Schoettle, München
- 2003 The theory of everything, with hobbypopMuseum, Galerie Ghislaine Hussenot, rue des Haudriette, Paris
- 2001 Death to the fascist insect..., Anthony D'Offay Gallery, London
- 2000 Paintings, Timothy Taylor Gallery, London
- 2000 working-title, Stanley Pricker Gallery, Kingston
- 1999 Live Marslandung, Videoinstallation, hobbypopMUSEUM Düsseldorf
- 1998 Keep on Riding, volkstümliche Malerei, Forum Kunst, Rottweil
- 1996 Drive In, Hansaallee, Düsseldorf
- 1996 Good News, Galerie 102, Düsseldorf [3]